# Damaget (atleta)
Damaget (grec antic: Δαμάγητος, llatí: Damagetus) fou un atleta grec que guanyà el pancraci el mateix dia que el seu germà Acusilau guanyà en boxa, cap a la segona meitat del segle v aC. Era descendent de Diàgores de Ialisos. L'esmenten Píndar, Pausànies i Claudi Elià.